# Tingréla
Tingréla este o comună din departamentul Tingréla, regiunea Savanes, Coasta de Fildeș.